# El nacimiento de una nación
El nacimiento de una nación (título original: The Birth of a Nation) es una película muda estadounidense de 1915 dirigida por D. W. Griffith. Es, debido a su técnica, una de las más famosas de la época del cine mudo, con avances técnicos no utilizados hasta esas épocas que tornaron a la película en un notable progreso en cuanto a la aún joven cinematografía. No obstante, la película ha sido una de las más polémicas debido a que su argumento promueve abiertamente el racismo, apoya sin ambages la supremacía de la raza blanca y describe en sus escenas el supuesto heroísmo de los miembros del Ku Klux Klan, lo que avivó su hasta entonces desgastada popularidad.
La película se estrenó el 8 de febrero de 1915, en el Auditorio Clune en el centro de Los Ángeles. En su estreno la película fue titulada The Clansman, pero el título fue cambiado posteriormente a El nacimiento de una nación para reflejar la creencia de Griffith que Estados Unidos emergió de la guerra civil estadounidense y la reconstrucción como nación unificada.
En 1992, la película fue considerada «cultural, histórica y estéticamente significativa» por la Biblioteca del Congreso de Estados Unidos y seleccionada para su preservación en el National Film Registry.

## Argumento
La película retrata las venturas y desventuras de dos familias amigas y que representan el norte y el sur de los Estados Unidos durante la guerra de Secesión. La familia Cameron, nativa de Carolina del Sur, se adhiere a la Confederación sudista durante la guerra de Secesión, mientras sus amigos de la familia Stoneman se mantienen leales al gobierno federal.
Tras una breve mención de la guerra civil, la película muestra escenas de Carolina del Norte durante los días de la Reconstrucción del sur, donde la familia Cameron pierde sus bienes por orden de las nuevas autoridades militares llegadas del norte. En simultáneo la película presenta a los antiguos esclavos, ahora libertos, dominando las instituciones de gobierno y reuniéndose en las asambleas legislativas solo para bailar y emborracharse. A lo largo de la película los individuos negros son presentados de forma grotesca como ignorantes y lerdos, ansiosos de diversión y de sexo, forzando un marcado contraste con los blancos del Sur.
Tras un fraude electoral cometido por los libertos (y consentido por las tropas del Norte), miembros de la familia Cameron deben huir hacia el norte para escapar de la persecución de las nuevas autoridades, después de que una hija de este clan muere al caer de un barranco para evitar ser violada por un liberto protegido del nuevo gobernador. En paralelo se muestra el surgimiento del Ku Klux Klan como una "milicia" destinada tan solo a "imponer justicia" en favor de los blancos del sur. Conforme avanza la película los hombres del "Klan" capturan y linchan al liberto que intentó violar a la joven Cameron. Los Stoneman se unen a la "resistencia" de los blancos del sur y en el final se presenta una tropa del Ku Klux Klan amenazando a los libertos negros con violencias si participan en la próxima elección, quienes ante su vista se acobardan y abandonan sus derechos.

## Reparto
- Lillian Gish - Elsie Stoneman
- Mae Marsh - Flora Cameron
- Henry B. Walthall - Coronel Benjamin Cameron, "El pequeño coronel"
- Miriam Cooper - Margaret Cameron, La hermana mayor
- Mary Alden - Lydia Brown, La ama de casa de Stoneman
- Ralph Lewis - Austin Stoneman, Líder de la Cámara
- George Siegmann - Silas Lynch
- Walter Long - Gus, El renegado
- Robert Harron - Tod Stoneman
- Wallace Reid - Jeff, El herrero
- Joseph Henabery - Abraham Lincoln
- Elmer Clifton - Phil Stoneman, El hijo mayor
- Josephine Crowell - Sra. Cameron
- Spottiswoode Aitken - Dr. Cameron
- George Beranger - Wade Cameron, segundo hijo
- Maxfield Stanley - Duke Cameron, El hijo menor
- Jennie Lee - Mammy, La sierva fiel
- Donald Crisp - General Ulysses S. Grant
- Howard Gaye - General Robert E. Lee

## Polémica
Si bien desde el punto de vista técnico la película resultó admirable en su época (y fue el modelo de técnica para casi todo el cine posterior), no se puede decir lo mismo desde el punto de vista ético, ya que los personajes de raza negra son tratados siempre de modo despectivo, hasta el punto de que el relato de Griffith justifica la creación de Ku Klux Klan como un método de contener las pretendidas tropelías que la población negra perpetraba en el sur de Estados Unidos. Las críticas hacia D. W. Griffith fueron un motivo para que el mismo cineasta rodara al año siguiente 1916 la película Intolerancia con el propósito de borrar las acusaciones de racismo que pesaban sobre él.
La interpretación que la película hace de la historia de los Estados Unidos resulta así muy polémica y abierta a muchas condenas. El historiador Steven Mintz de la Universidad de Houston dice que el mensaje de la película se resume así: «...la Reconstrucción fue un desastre, los negros nunca pudieron ser integrados como iguales en la sociedad blanca y las acciones violentas del KKK se justifican porque ayudaron a restablecer un gobierno honesto».
La película es acusada de racismo por la muy mala imagen dada a la población negra y especialmente a los esclavos libertos tras la Guerra de Secesión, tachando a éstos de haraganes, poco inteligentes, y borrachos, solamente interesados en robar propiedades de sus antiguos amos y en violar mujeres blancas, al punto que en el desenlace se aprecia unas mujeres blancas sureñas, secuestradas por un liberto armado, salvadas de una violación in extremis gracias a los hombres del Ku Klux Klan. Por ello al director le fue casi imposible encontrar actores negros que se prestasen a participar en este rodaje, por lo que tuvo que recurrir a actores blancos con la piel maquillada en negro mediante la técnica del blackface.
Cuando la película se estrenó, hubo violentos disturbios contra la población negra en Boston, Filadelfia y otras ciudades importantes. Enteradas de ello, las autoridades de Chicago, Denver, Kansas City, Mineápolis, Pittsburgh y San Luis cancelaron el estreno para evitar desmanes en sus ciudades, al propagarse que el carácter incendiario de la película incitaba a pandillas de blancos a atacar a individuos negros sin motivo visible. Inclusive en la localidad de Lafayette (Indiana) se reportó que un hombre blanco, apenas saliendo de la sala donde se proyectó la película, a tiros de pistola asesinó a un adolescente negro que halló en la calle, sin razón aparente. Políticos e intelectuales se pronunciaron contra la película, al mostrar un mensaje racista que aparecía como extremista y con una violencia feroz, inclusive en una época cuando la segregación racial era aún practicada en los Estados Unidos.
La polémica se vio aumentada por cuanto en los créditos iniciales aparecía en pantalla una frase del propio presidente Woodrow Wilson alabando al Ku Klux Klan como "protector del sur", lo cual implicaba un mensaje de adhesión racista del propio Presidente de los EE. UU. Tras la polémica causada por la película, el propio Wilson se vio obligado a declarar ante la prensa que él "personalmente reprobaba" la "lamentable producción". 
A diferencia de la posición antes mantenida en el Viejo Sur, el presidente Abraham Lincoln no es mostrado como enemigo de los sureños sino como "el Gran Corazón" que mostraba una actitud amistosa y comprensiva hacia los blancos sureños al terminar la guerra, haciendo incomprensible y censurable su asesinato. En paralelo, la película dio amplia publicidad al Ku Klux Klan en los estados del Sur; a la fecha de estreno del filme el "Ku Klux Klan" apenas era un grupo marginal cuya última aparición notable fue en la década de 1870, y estaba casi olvidado por décadas, al punto de que el resucitado "KKK" utilizó fotografías de la película para su reclutamiento de nuevos afiliados.

## Técnica

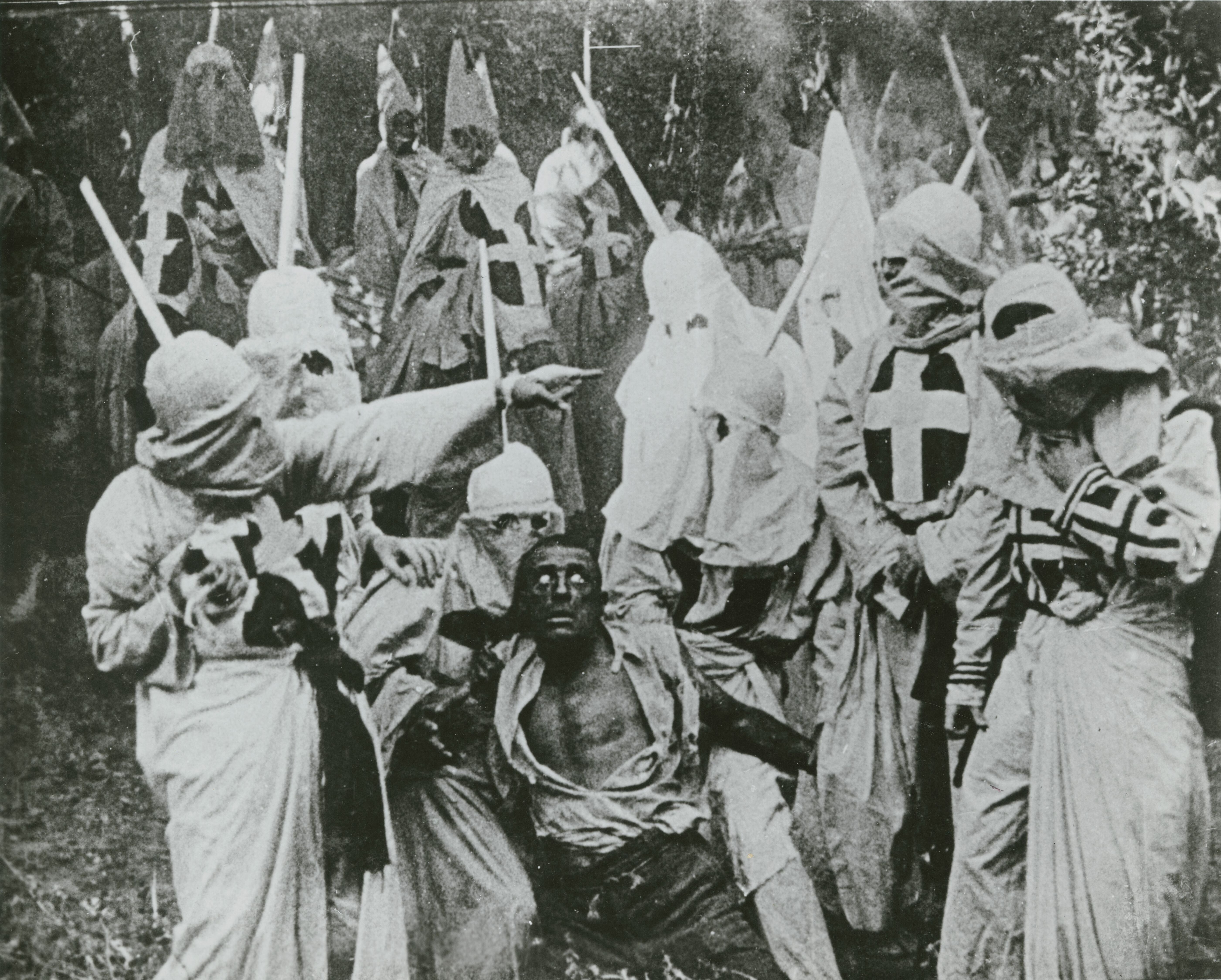
Encapuchados del Ku Klux Klan atrapan al liberto Gus tras asesinar a una joven blanca, un joven negro que el cineasta, de manera estereotipada, describe como "un renegado, un producto de las doctrinas inmorales respaldadas por los norteños".

El nacimiento de una nación se considera un hito de la historia del cine porque D. W. Griffith reúne y sistematiza en el filme a todos los recursos narrativos que había ido desarrollando el cine hasta 1915, rompiendo definitivamente con el antiguo esquema cinematográfico donde una película aun podía parecer la simple filmación de una función teatral común.
Griffith lo hace de una forma en que queda establecido un modelo de técnicas de cine que se perpetuaría durante muchas décadas en adelante: los planos son alternados y ya no se mantienen siempre fijos en un solo objeto o personaje, la cámara se desplaza continuamente durante toda la escena dando sensación de acción continua, los planos y tomas pueden ser totales o parciales (el director ya no exige que en una misma toma aparezca grabado todo el escenario), se utiliza el plano contrapicado para filmar personajes, etc. 
La forma en que se establece el salto de eje, el uso de los primeros planos, la alternancia entre planos "generales" que permiten que el espectador comprenda y organice mentalmente el espacio donde transcurre la acción y planos "cortos" donde se aprecia el detalle constituyen la base del modelo de Griffith. También destacan las diversas formas de tomas que hace el director desplazando la cámara, ya sea resaltando una vista panorámica o algún elemento muy específico de la escena, y filmando a los actores en diversos ángulos parciales para resaltar gestos o emociones del personaje (abandonando el viejo criterio de filmar individuos solamente de cuerpo completo) Sin embargo, aún se pueden rastrear ocasionalmente en la película huellas del cine primitivo que desaparecen en películas posteriores del mismo director. 
Una técnica notable que Griffith utiliza es el iris,  un recurso cinematográfico que permite abrir y cerrar un encuadre en forma de círculo, enfocando la atención del espectador en un punto específico de la imagen. Esta técnica, que tiene sus raíces en el teatro y el cine mudo, se convierte en una herramienta poderosa para dirigir la mirada del público hacia detalles significativos, intensificando la emoción y la narrativa de la escena. Esta técnica se puede observar de manera efectiva en la famosa escena del asesinato de Lincoln.
Es famosa la detallada escena que hace D. W Griffith del asesinato de Lincoln, donde alterna planos generales de la escena con tomas centradas en cada personaje, sus gestos, y actitudes, escena estudiada en numerosos manuales de cine de los cuales el más famoso es el análisis del director Karel Reisz (que dirigió La mujer del teniente francés, 1981). El actor que encarna al asesino de Lincoln es Raoul Walsh, quien años después se convertiría también en director de cine.